# Siegfried Kademann
Siegfried Kademann (* 15. November 1924 in Borsdorf/Sachsen; † 14. August 2000) war ein deutscher Maschinenbauingenieur.

## Leben
Kademann besuchte das Gymnasium, erhielt aufgrund des Zweiten Weltkriegs im Jahr 1942 einen Reifevermerk, holte sein Abitur jedoch nach Kriegsende im Jahr 1946 nach. Er war nach seinem 1947 begonnenen Studium an der TH Darmstadt ab 1952 bei der Lokomotivfabrik Henschel und anschließend ab 1958 bei MaK tätig. Von 1962 bis zu seinem Ruhestand 1987 war er Hauptabteilungsleiter der Konstruktion Lokomotiven der Firma Henschel in Kassel. In dieser Zeit verantwortete er das gesamte Lokomotivprogramm von Henschel. Besonders hervorzuheben sind neben zahlreichen Exportlokomotiven (unter anderen für Ägypten, China und Pakistan) die DB-Baureihe 103 und die Versuchs-Diesellok DE2500, deren Antriebs- und Laufwerkstechnik Grundlage für die modernen Drehstromlokomotiven und den ICE wurde.
Kademann hatte ab dem Jahr 1979 einen Lehrauftrag am Lehrgebiet Eisenbahnmaschinenwesen der Technischen Universität München, die ihm dafür 1985 den Professorentitel verlieh. Nach der Erinnerung seiner Studenten waren seine Vorlesungen von viel Humor geprägt und gewährten durch seine selbstgefertigten Skizzen und manchmal unkonventionellen Ratschlägen zur Konstruktionsmethodik und zum Umgang mit Kundenanforderungen einen wertvollen Blick auf die spätere Berufspraxis. Dabei führte Kademann oft von ihm gedrehte Super-8-Schmalfilme vor, die er auf Dienstreisen gedreht hatte und seltene Einblicke in den  Bahnbetrieb von Afrika und Südostasien boten. Seinen Hörern sind auch seine Ausführungen zu Dampflokomotiven in Erinnerung geblieben, wobei er virtuos die Auspuffgeräusche verschiedener Damoflokomotivbaureihen zu imitieren wusste. Etliche seiner humorvollen Schilderungen aus seinem Berufsleben, insbesondere von den häufigen Dienstreisen, stellte er später in dem Buch Bahn-Geschichten zusammen.
1989 wurde ihm die Beuth-Ehrenmedaille der Deutschen Maschinentechnischen Gesellschaft verliehen.